# Jon Knutsson (Aspenäsätten)

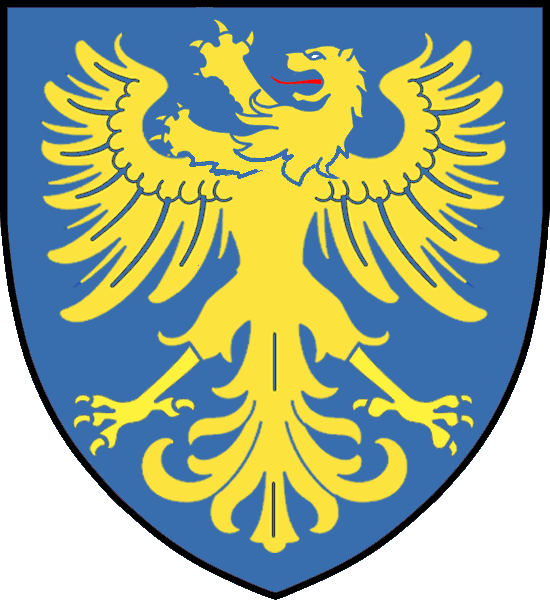
Aspenäsättens lejonörn

Jon Knutsson (Aspenäsätten), var en svensk riddare och häradshövding i Östergötland, Sverige. Han var son till drotsen Knut Jonsson (Aspenäsätten). 

## Biografi
Jon Knutsson (Aspenäsätten) var son till drotsen Knut Jonsson (Aspenäsätten) och Katarina Bengtsdotter (Bjälboätten). Han nämndes första gången 17 maj 1335 och blev riddare mellan 1338–1342. Jon Knutsson 1344 häradshövding i Göstrings härad och 1352 häradshövding i Vedbo härad. Han utfärdade år 1350 och år 1356 brev från Aspenäs, Malexanders socken. Sista referensen till honom är från 6 januari 1357 och han var sannolikt död 27 oktober 1359.

### Egendom
Jon Knutsson ärvde jord i Dals härad efter sin fader.

### Familj
Jon Knutsson var 31 oktober 1338 gift med Helena Larsdotter (Ama), dotter till riddaren, riksrådet, lagmannen Lars Ulfsson (Ama) i Södermanlands lagsaga och Ingrid Anundsdotter. De fick tillsammans barnen svennen Bengt Jonsson (Aspenäsätten) på Ärnäs i Kärnbo socken, riddare och lagmannen Ulf Jonsson (Aspenäsätten), Knut Jonsson, Bengta Jonsdotter som var gift med Sigmund Elofsson (vingad pil) och Lars Filipsson (Leopard) och Katarina Jonsdotter som var gift med Clemens Petersson (sparre).
Jon Knutsson fick även barnet Elin Jonsdotter som var gift med riddare Simon Christoffersson.[källa behövs]

## Sigill
1. (i en sköld) en hjälm med två horn utåt kantade med fjädrar
2. en lejonörn.